# へんてこなオペラ
『へんてこなオペラ』（原題：Magical Maestro）は、アメリカ合衆国の映画会社メトロ・ゴールドウィン・メイヤー (MGM) に所属していたアニメーターのテックス・アヴェリーによるアニメ作品のひとつ。アメリカでは1952年に公開された。

## 内容
偉大なるオペラ歌手「プッチーニ（Poochini）」ことスパイクがコンサートを前に、歌のリハーサルをしている最中、犬の手品師ミストー（Mysto）がやって来て、魔術の棒を売り込み、共演を申し出る。しかし人気絶頂の彼はミストーを相手にせず叩き出してしまう。
スパイクの高慢な態度に怒ったミストーは仕返しをたくらみ、本番が始まった会場に乗り込む。そして魔法の棒を使って指揮者から衣装やカツラ、鼻を奪い取って変装。指揮者に姿を変えてスパイクに面と向った彼は、『セビリアの理髪師』の「町の何でも屋」を朗々と歌うスパイクに、指揮棒代わりの魔術の棒で魔法をかけ、その衣装にウサギや植木鉢を出現させる。訳がわからないまま必死に取り繕いながら歌い続けるスパイクだが、ミストーの復讐はエスカレートするばかり。バレリーナやテニスプレーヤー、囚人、アメリカンフットボール選手、果ては中国人やカントリー・ミュージックを歌うテキサス風などに変身させたりして、赤恥をかかせる。あまりのひどさに観客の男性が激怒し、上の階にある貴賓席から果物やインクなどをスパイクめがけて投げつけるが、ミストーのいたずらはこれにも乗じてさらに激しくなって、果物を頭に受けたスパイクをカルメン・ミランダ（Carmen  Miranda）風に変えて歌い踊らせるなど、息つく間もないギャグが展開される。
だが、調子に乗りすぎたミストーは、結局は墓穴を掘り、ついにスパイクに正体を見られてしまう。怒るスパイクは魔法の棒を奪い取り、逃げるミストーを逆に魔法を利用して舞台に引きずり出す。そしてミストーが歌うことになり、自身がやったような奇抜な変身を次々とさせられる。
最後は下りてきた「THE END」の緞帳（どんちょう）に押しつぶされるミストーであった。

## 登場するキャラクター
スパイク（プッチーニ）
今回は偉大なるオペラ歌手「プッチーニ」として登場。高慢な態度が災いして赤っ恥をかかされる。
スパイクが歌うのは『セビリアの理髪師』から「町のなんでも屋」。場面の声を担当したのは歌手カルロス･ラミレス (Carlos Ramírez) であると言われている。
「プッチーニ（プーチーニ、Poochini）」の名はイタリアのオペラ作曲家プッチーニ（Puccini）を捩った駄洒落であるとされる。
ミストー（犬の手品使い）
スパイクに魔術用の棒の売り込みと共演を申し出るがつまみ出され（放り出された彼のズボンの尻に靴跡が見える）、仕返しする。だが、やりすぎが災いして最後には立場が逆転する。
上（貴賓席）から見ている男性
オペラの主催者と思しき人物。醜態続きのスパイクに腹を立て、果物や万年筆のインク、金床などを投げつける。
2羽のウサギ
ミストーの魔法で出現する。単にスパイクを翻弄するだけでなく、彼が魔法で着せられて脱ぎ捨てた衣装を片付けたり、彼と一緒に歌を歌ったりするなど、ギャグを盛り上げる。
指揮者
白髪で赤い鼻の犬。スパイクのリハーサルと本番を受け持つが、本番ではミストーが魔法で頭髪・鼻・服を奪って入れ替わる。

## 日本でのTV放映
TBS版の『トムとジェリー』の短編に挟まれて放映されていた。順番で時折放映された。

## 補足
- 途中で画面の左下に毛のようなものが動き、かつては時折あった、フィルムに毛やホコリが挟まって写る現象かと観客（視聴者）に思わせるが、その後スパイク（プッチーニ）がその毛を抜いて捨てるシーンがあり、意表を突いたギャグと分かるようになっている。
- 後にこの作品はアメリカ国立フィルム登録簿に選ばれる。

## 関連商品
以前は「TEX AVERY'S SCREWBALL CLASSICS」というタイトルでテックス・アヴェリー作品の中に入っていたが、現在は廃盤となっている。